# Park Gwang-tae
Park Gwang-tae (kor. 박광태; * 2. Juni 1943 in Gogeum, Jeollanam-do) ist ein südkoreanischer Politiker und seit Juli 2002 Bürgermeister der Großstadt Gwangju.

## Leben und Werdegang
Park Gwang-tae wurde 1943 in Gogeum auf der Insel Wando, der größten Insel des Landkreises Wando, geboren. Er studierte an der Chosun University und graduierte dort Februar 1969. In den 1970er-Jahren gehörte er der Democratic Unification Party an und war von 1974 bis 1975 aufgrund der Notstandsverordnungen inhaftiert. September 1998 wurde ihm an der Chosun University die Ehrendoktorwürde verliehen. Park ist seit Juli 2002 Bürgermeister von Gwangju, der Hauptstadt der Provinz Jeollanam-do. Ab Oktober 2002 gehörte er der Sae-cheonnyeon-minju-dang (새천년민주당, Demokratische Partei des Neuen Millenniums) an. Diese ging 2008 in der Minju-Partei (민주당, Demokratische Partei) auf.

## Familie
Park, dessen Vorfahren aus der Provinz Miryang stammen, ist verheiratet und hat einen Sohn sowie eine Tochter. Er gehört dem römisch-katholischen Glauben an.